# Бајел ле Перн
Бајел ле Перн (фр. Bailleul-lès-Pernes) насеље је и општина у североисточној Француској у региону Север-Па де Кале, у департману Па де Кале која припада префектури Арас.
По подацима из 2011. године у општини је живело 389 становника, а густина насељености је износила 111,46 становника/km². Општина се простире на површини од 3,49 km². Налази се на средњој надморској висини од 105 метара (максималној 188 m, а минималној 103 m).

## Демографија
| 1962. | 1968. | 1975. | 1982. | 1990. | 1999. | 2011. |
| ----- | ----- | ----- | ----- | ----- | ----- | ----- |
| 283   | 337   | 311   | 293   | 299   | 304   | 389   |

График промене броја становника у току последњих година